# HD 211300
HD 211300，又名BD+72 1022，SAO 10284、HR 8493，是一颗恒星，视星等为6.08，位于銀經112.05，銀緯13.88，其B1900.0坐标为赤經22h 11m 4.1s，赤緯+72° 13.88′ 38″。